# كيث تريسي
كيث تريسي (بالإنجليزية: Keith Treacy)‏ (13 سبتمبر 1988 بدبلن في جمهورية أيرلندا - ) هو لاعب كرة قدم أيرلندي في مركز الوسط. شارك مع منتخب جمهورية أيرلندا تحت 17 سنة لكرة القدم ومنتخب جمهورية أيرلندا تحت 18 سنة لكرة القدم ومنتخب جمهورية أيرلندا تحت 20 سنة لكرة القدم ومنتخب جمهورية أيرلندا تحت 21 سنة لكرة القدم ومنتخب جمهورية أيرلندا لكرة القدم. أما مع النوادي، فقد لعب مع باتريك أتلتيك وبريستون نورث إيند وبلاكبيرن روفرز ودرودا يونايتد وستوكبورت كونتي وشيفيلد وينزداي وشيفيلد يونايتد ونادي بارنسلي ونادي بيرنلي.

## مسيرته الكروية
لعب كيث تريسي خلال مسيرته الاحترافية مع 9 أندية في أربعة عشر موسمًا وسجل خلالها 20 هدف ضمن 193 مباراة. ولم يفز بأي موسم بالكأس أو بالدوري.
خاض كيث تريسي مسيرته مع نادي ستوكبورت كونتي في موسم 2006–07 لمدة موسم واحد، مشاركًا في 4 مباريات ولم يسجل أي هدف. ثم انتقل إلى نادي بلاكبيرن روفرز في موسم 2007–08 ولمدة موسمين، حيث شارك في 12 مباراة ولم يسجل أي هدف أيضًا. لينتقل بعدها إلى نادي بريستون نورث إيند في موسم 2009–10 ولمدة موسمين، مشاركًا في 55 مباراة سجل خلالها 9 أهداف. ثم انتقل إلى نادي شيفيلد وينزداي في موسم 2011–12 لمدة موسم واحد، مشاركًا في 7 مباريات سجل خلالها هدفًا واحدًا. هذا وانتقل لاحقًا إلى نادي بيرنلي في موسم 2012–13 ولمدة موسمين، مشاركًا في 66 مباراة سجل خلالها 5 أهداف. ثم انتقل بعدها إلى نادي بارنسلي في موسم 2014–15 لمدة موسم واحد، مشاركًا في 12 مباراة سجل خلالها هدفًا واحدًا. ليعود وينتقل من جديد، لكن هذه المرة إلى نادي درودا يونايتد ما بين عامي 2015 و2016 لمدة موسم واحد، مشاركًا في 7 مباريات سجل خلالها هدفين. لينتقل بعدها إلى نادي باتريك أتلتيك ما بين عامي 2016 و2017 لمدة موسم واحد، مشاركًا في 14 مباراة سجل خلالها هدفًا واحدًا.

## وصلات خارجية
- كيث تريسي على موقع قاعدة بيانات كرة القدم.إي يو (الإنجليزية)
- كيث تريسي على موقع ناشيونال فوتبول تيمز (الإنجليزية)
- كيث تريسي على موقع Soccerbase.com (لاعب) (الإنجليزية)
- كيث تريسي على موقع Soccerway.com (الإنجليزية)
- كيث تريسي على موقع عالم كرة القدم.نت (الإنجليزية)